# فرانچسکو رومانو
فرانچسکو رومانو (انگلیسی: Francesco Romano؛ زادهٔ ۲۵ آوریل ۱۹۶۰) یک بازیکن فوتبال اهل ایتالیا است.
از باشگاه‌هایی که در آن بازی کرده‌است می‌توان به تورینو، تریستیانا، ناپولی، و آ.ث. میلان اشاره کرد.
وی همچنین در تیم ملی فوتبال ایتالیا بازی کرده‌است.